# فكيات دقيقة

مخطط للفكيات الدقيقة

الفكيات الدقيقة (الاسم العلمي: Micrognathozoa أو Limnognathia) هي حيوانات من المنبسطات الدقيقة، تم اكتشافها بينابيع جزيرة ديسكو بجرينلاند عام 1994م.